# Madonna Orleańska
Madonna Orleańska (również: Madonna z Dzieciątkiem, Madonna z Orleanu) – obraz olejny namalowany przez Rafaela w latach 1505–1507 lub ok. 1506–1507. Znajduje się w zbiorach Musée Condé w Chantilly.
Podobnie jak na innych Madonnach namalowanych we Florencji Rafael skoncentrował się na relacji matki i syna. Giorgio Vasari w Żywotach najsławniejszych malarzy, rzeźbiarzy i architektów podaje, że namalowanie obrazu zlecił książę Guidobaldo da Montefeltro. Zgodnie z prośbą księcia Rafael odszedł od ukazania postaci na tle krajobrazu. Wydarzenia rozgrywają się w skromnym pomieszczeniu. Zgodnie z obowiązującą ikonografią Maria ma na sobie czerwony kaftan i niebieski płaszcz. Rafael wzbogacił strój Marii o złote rękawy i przeźroczystą chustę przykrywającą włosy. Maria przyciąga ku sobie dziecko mające smutny wyraz twarzy. W postawie kobiety jest dostrzegalna czułość, oddanie i bezwarunkowa miłość.
Obraz znany jest z licznych kopii. W Muzeum Narodowym w Warszawie znajduje się szkic obrazu wykonany przez Michała Stachowicza.